# Culeolus pyramidalis
Culeolus pyramidalis är en sjöpungsart som beskrevs av Friedrich Ritter 1907. Culeolus pyramidalis ingår i släktet Culeolus och familjen lädermantlade sjöpungar. Inga underarter finns listade i Catalogue of Life.